# Amata hoenei
Amata hoenei là một loài bướm đêm thuộc phân họ Arctiinae, họ Erebidae.